# Марк Валерий (трибун)
Марк Валерий (на латински: Marcus Valerius) e политик на Римска република през 1 век пр.н.е. Произлиза от фамилията Валерии.
През 68 пр.н.е. той е народен трибун. Консули тази година са Квинт Марций Рекс и Луций Цецилий Метел, който умира в началото на годината и се избира суфектконсул Сервилий Вация, който умира преди да постъпи в длъжност.